# Tempranillo
Il Tempranillo, o Tempranilla o tinta del país o cencibel, è un vitigno a bacca nera coltivato in modo estensivo per produrre vino rosso in Spagna ed in particolare autoctono di La Rioja. Occupa una superficie di 31.046 ettari. Il suo nome è il diminutivo di "temprano" ("presto" in italiano).

## Origine
è un vitigno a bacca nera coltivato in Spagna deriva dal vitigno perricone portato lì dalla famiglia Vega che lo aveva coltivato in Sicilia per duecento anni costretta a tornare in Spagna con la cacciata dei Borbone

## Caratteristiche
La tempranilla è un'uva rossa con buccia spessa. Cresce meglio ad altitudini relativamente alte, però può anche tollerare climi più temperati.